# شرکت ملی نفت غنا
شرکت ملی نفت غنا (انگلیسی: Ghana National Petroleum Corporation) شرکت دولتی نفت و گاز غنا است، که در زمینه بازاریابی، فروش، پالایش و مدیریت بر استخراج نفت خام و گاز طبیعی فعالیت می‌کند. 
شرکت ملی نفت غنا در سال ۱۹۸۳ راه‌اندازی شد ولی فعالیت رسمی خود را در سال ۱۹۸۵ با حمایت و مشارکت شرکت برزیلی پتروبراس آغاز نمود. دفتر مرکزی این شرکت در شهر تما، غنا قرار دارد.